# Pagliarelle
Pagliarelle (IPA: [paʎːarelːe], Pa'gghjiàredhe in calabrese) è una frazione di 1 320 abitanti del comune di Petilia Policastro nella provincia di Crotone, in Calabria.

## Origini del nome
Il nome Pagliarelle deriva probabilmente dalla parola pagliari, indicante le prime costruzioni di fortuna create dai pastori.

## Storia
Si dice che i pastori fossero i primi abitanti di questa montagna e che giunsero qui dalle montagne di Cosenza (più specificatamente dal paesino di Parenti), dove in estate vi si recavano per la transumanza e che pian piano vi si stabilirono in modo permanente. La corrente elettrica arrivò nel 1958, mentre l'acqua corrente venne fatta arrivare nelle case solo dopo il 1964, rimpiazzando quindi le fontane all'aperto.
Da Petilia partiva un'unica mulattiera per salire fino a Pagliarelle. Circa un cinquantennio fa gran parte delle strade vennero ingrandite e asfaltate, fino all'attuale strada Nuova, mentre le rimanenti strade vennero asfaltate solo nel 1975.

## Monumenti e luoghi d'interesse
- Monumenti ai minatori caduti sul lavoro.

## Cultura
A Pagliarelle sono attive una banda musicale, una radio on-line e un'associazione di minatori, data la grande quantità di lavoratori provenienti dalla frazione e impiegati in molti cantieri, soprattutto nel Mugello.

## Amministrazione
Pagliarelle veniva definita "il borgo rosso", poiché fino alla fine degli anni settanta il Partito Comunista poteva contare su circa il 90% dei voti degli elettori della frazione (alle politiche del 1983 ottenne perfino il 93,4% dell'elettorato, record italiano ancora imbattuto).

### Gemellaggi
- Parenti, dal 2018.